# Liste der Nummer-eins-Hits in Kanada (1994)
Diese Liste enthält alle Nummer-eins-Hits in Kanada im Jahr 1994. Es gab in diesem Jahr 19 Nummer-eins-Singles.
| Singles | Alben |
| --- | ----- |
| - Bryan Adams – Please Forgive Me - 6 Wochen (4. Dezember 1993 – 16. Januar 1994) - Bryan Adams, Rod Stewart & Sting – All for Love - 5 Wochen (17. Januar – 20. Februar) - Céline Dion – The Power of Love - 2 Wochen (21. Februar – 6. März) - Bruce Springsteen – Streets of Philadelphia - 1 Woche (7. März – 13. März) - Counting Crows – Mr. Jones - 1 Woche (14. März – 20. März) - Ace of Base – The Sign - 5 Wochen (21. März – 24. April) - Bonnie Raitt – Love Sneakin' Up On You - 3 Wochen (25. April – 15. Mai) - Madonna – I'll Remember - 5 Wochen (16. Mai – 19. Juni) - All-4-One – I Swear - 3 Wochen (19. Juni – 10. Juli) - Ace of Base – Don’t Turn Around - 1 Woche (11. Juli – 17. Juli) - John Mellencamp & Me’shell Ndegeocello – Wild Night - 3 Wochen (18. Juli – 7. August) - Elton John – Can You Feel the Love Tonight - 4 Wochen (8. August – 4. September) - Lisa Loeb & Nine Stories – Stay (I Missed You) - 2 Wochen (5. September – 18. September) - Steve Perry – You Better Wait - 1 Woche (19. September – 25. September) - Boyz II Men – I’ll Make Love to You - 2 Wochen (26. September – 9. Oktober) - Sheryl Crow – All I Wanna Do - 4 Wochen (10. Oktober – 6. November) - Boyz II Men – I’ll Make Love to You (Re-Release) - 1 Woche (7. November – 13. November) - Madonna – Secret - 3 Wochen (14. November – 4. Dezember) - Bon Jovi – Always - 5 Wochen (5. Dezember 1994 – 8. Januar 1995) |       |